# Ben Keith
Bennett Keith Schaeufele (Fort Riley, Kansas, 6 de marzo de 1937 - La Honda, California, 26 de julio de 2010), más conocido como Ben Keith, fue un músico y productor musical estadounidense. Conocido principalmente por su trabajo con el músico canadiense Neil Young, Keith era un músico característico de la comunidad de la música country en Nashville (Tennessee) durante las décadas de 1950 y de 1960 antes de trabajar con numerosos artistas del rock, country y del pop tanto de productor musical como de multiinstrumentista.

## Biografía
Ben Keith nació en Fort Riley, Kansas. Antes de comenzar a trabajar como músico de sesión en Nashville, se trasladó a Bowling Green (Kentucky), donde residió brevemente. Su primer trabajo discográfico en Nashville fue con el tema de Patsy Cline «I Fall to Pieces» en 1961.
Keith comenzó a trabajar con Neil Young como miembro de The Stray Gators en el álbum de estudio Harvest, tras ser presentado por Elliot Mazer, el productor del disco, que estaba buscando músicos de sesión para trabajar con Young. Su colaboración con Young duró más de cuatro décadas, durante las cuales tocó en más de una docena de trabajos y en varias giras. Keith también desempeñó el papel de Granda Green en el largometraje Greendale, una película que acompañó al álbum homónimo, publicado en 2003.
Además de trabajar con Young, Keith también colaboró con músicos como Terry Reid, Todd Rundgren, Lonnie Mack, The Band, Blue, David Crosby, Graham Nash, Paul Butterfield, J.J. Cale, Linda Ronstadt, Warren Zevon, Ian and Sylvia, Emmylou Harris, Willie Nelson, Waylon Jennings, Anne Murray y Ringo Starr. También trabajó como productor del debut de Jewel, Pieces of You, y como artista en solitario, publicando dos álbumes: To a Wild Rose (1984) y Seven Gates (1994), una colección de canciones navideñas que contó con la colaboración de músicos como Johnny Cash y J.J. Cale. Además, salió con Crosby, Stills, Nash & Young durante la gira Freedom of Speech Tour en 2006.
Keith falleció a causa de un coágulo sanguíneo en el pulmón en su casa en el rancho de Young, en Redwood City, California, el 26 de julio de 2010. En 2011, Young publicó A Treasure, un álbum en directo grabado entre 1984 y 1985 con The International Harvesters, donde también colaboró con Keith. Según el propio Neil, el título es un homenaje a Keith: «No había escuchado estos temas en veinticinco años, pero cuando los desenterramos, Ben dijo: "Esto es un tesoro"».
El 28 de enero de 2014, Keith fue introducido de forma póstuma en el Salón de la Fama de Músicos de Nashville.

## Discografía
En solitario
- 1984: To a Wild Rose
- 1994: Seven Gates: A Christmas Album by Ben Keith and Friends

Con Neil Young
- 1972: Harvest
- 1973: Time Fades Away
- 1974: On the Beach
- 1976: Tonight's the Night
- 1977: American Stars 'N Bars
- 1978: Comes a Time
- 1980: Hawks & Doves
- 1982: Trans
- 1983: Everybody's Rockin'
- 1985: Old Ways
- 1988: This Note's for You
- 1989: Freedom
- 1992: Harvest Moon
- 1993: Unplugged
- 2000: Silver & Gold
- 2000: Road Rock Vol. 1
- 2005: Prairie Wind
- 2007: Chrome Dreams II
- 2009: Fork in the Road
- 2011: A Treasure